# Малка бяла риба
Малката бяла риба (Sander volgensis) е вид лъчеперка от семейство Percidae.

## Разпространение
Видът е разпространен в Австрия, Беларус, Босна и Херцеговина, България, Казахстан, Молдова, Полша, Република Македония, Румъния, Русия, Словакия, Словения, Сърбия, Украйна, Унгария, Хърватия, Черна гора и Чехия.